# Persone di nome Henri
| Questa pagina contiene informazioni ricavate automaticamente dalle voci biografiche con l'ausilio del template Bio e di un bot. L'aggiornamento è periodico e automatico e ricostruisce completamente la pagina. Se manca una persona in questa lista, sei pregato di non aggiungerla, ma accertati piuttosto che la sua voce biografica contenga il template Bio e che i dati anagrafici siano correttamente compilati. Se il template Bio manca, inseriscilo tu stesso o, in alternativa, metti l'avviso {{tmp\|Bio}} che ne segnala la mancanza. Se i dati riportati sono sbagliati, correggi direttamente la voce biografica; le modifiche saranno visibili in questa lista entro pochi giorni. Per chiarimenti vedi il progetto antroponimi. La lista contiene solo le 558 persone che sono citate nell'enciclopedia e per le quali è stato implementato correttamente il template Bio. Pagina aggiornata al 6 ago 2025. |

Questa è una lista di persone presenti nell'enciclopedia che hanno il nome Henri, suddivise per attività principale.

## Abati(2)
- Henri Philippe de Chauvelin, abate francese (Parigi, n. 1714 - Parigi, † 1770)
- Henri d'Aramitz, abate, militare e agente segreto francese (Béarn, n. 1619 - Béarn)

## Allenatori di calcio(1)
- Henri Atamaniuk, allenatore di calcio e ex calciatore francese (Freyming-Merlebach, n. 1944)

## Allenatori di sci alpino(1)
- Henri Battilani, allenatore di sci alpino e ex sciatore alpino italiano (Aosta, n. 1994)

## Altisti(1)
- Henri Elendé, altista congolese (Repubblica del Congo) (n. 1941 - † 2022)

## Ammiragli(2)
- Henri Bléhaut, ammiraglio francese (Lione, n. 1889 - Parigi, † 1962)
- Henri Konow, ammiraglio e politico danese (Copenaghen, n. 1862 - Copenaghen, † 1939)

## Arabisti(1)
- Henri Massé, arabista e iranista francese (n. 1886 - Parigi, † 1969)

## Arbitri di calcio(1)
- Henri Delaunay, arbitro di calcio e dirigente sportivo francese (Parigi, n. 1883 - Parigi, † 1955)

## Archeologi(7)
- Henri Breuil, archeologo, antropologo e geologo francese (Mortain, n. 1877 - L'Isle-Adam, † 1961)
- Henri Frankfort, archeologo e egittologo olandese (Amsterdam, n. 1897 - Londra, † 1954)
- Henri Lhote, archeologo francese (Parigi, n. 1903 - Saint-Aignan, † 1991)
- Édouard Naville, archeologo e egittologo svizzero (Ginevra, n. 1844 - Malagnou, † 1926)
- Henri Parmentier, archeologo francese (Parigi, n. 1871 - Phnom Penh, † 1949)
- Léon Rey, archeologo francese (Faremoutiers, n. 1887 - Parigi, † 1954)
- Henri Seyrig, archeologo, numismatico e storico francese (Héricourt, n. 1895 - Neuchâtel, † 1973)

## Architetti(10)
- Hendrik Beyaert, architetto belga (Courtrai, n. 1823 - Bruxelles, † 1894)
- Henri Ciriani, architetto peruviano (Lima, n. 1936)
- Henri-Adolphe-Auguste Deglane, architetto francese (Parigi, n. 1855 - Marquay, † 1931)
- Henri van Dievoet, architetto belga (Bruxelles, n. 1869 - Bruxelles, † 1931)
- Henri Fouquet, architetto belga (Limburgo, n. 1825 - Schaerbeek, † 1893)
- Henri Gaudin, architetto francese (Parigi, n. 1933 - Parigi, † 2021)
- Henri Marchal, architetto e archeologo francese (Parigi, n. 1876 - Siem Reap, † 1970)
- Henri Prost, architetto e urbanista francese (Parigi, n. 1874 - Parigi, † 1959)
- Henri Sauvage, architetto e designer francese (Rouen, n. 1873 - Parigi, † 1932)
- Henri Yevele, architetto inglese (Derbyshire, n. 1320 - † 1400)

## Archivisti(1)
- Henri Langlois, archivista, restauratore e critico cinematografico francese (Smirne, n. 1914 - Parigi, † 1977)

## Arcieri(2)
- Henri Helle, arciere francese (Thiescourt, n. 1873 - Thiescourt, † 1901)
- Henri Hérouin, arciere francese (Congis-sur-Thérouanne, n. 1876 - Pomponne, † 1926)

## Arcivescovi cattolici(4)
- Henri Audrain, arcivescovo cattolico francese (Versailles, n. 1895 - Versailles, † 1982)
- Henri Lemaître, arcivescovo cattolico belga (Mortsel, n. 1921 - Roma, † 2003)
- Henri Teissier, arcivescovo cattolico francese (Lione, n. 1929 - Lione, † 2020)
- Henri de Nesmond, arcivescovo cattolico francese (Bordeaux, n. 1655 - Tolosa, † 1727)

## Artisti(3)
- Henri Le Secq, artista e fotografo francese (Parigi, n. 1818 - Parigi, † 1882)
- Henri Sagna, artista senegalese (Dakar, n. 1973)
- Henri Storck, artista belga (Ostenda, n. 1907 - Uccle, † 1999)

## Astronomi(3)
- Henri M.J. Boffin, astronomo belga (n. 1965)
- Henri Debehogne, astronomo belga (Assesse, n. 1928 - Uccle, † 2007)
- Henri Joseph Anastase Perrotin, astronomo francese (n. 1845 - † 1904)

## Attori(12)
- Harry Baur, attore francese (Parigi, n. 1880 - Parigi, † 1943)
- Henri Courseaux, attore, doppiatore e cantante francese (Creil, n. 1944)
- Henri Crémieux, attore francese (Marsiglia, n. 1896 - Aubagne, † 1980)
- Henri Étiévant, attore e regista francese (Parigi, n. 1870 - Parigi, † 1953)
- Henri Labussière, attore e doppiatore francese (Villeneuve-Saint-Georges, n. 1921 - Parigi, † 2008)
- Henri Letondal, attore francese (Montréal, n. 1901 - Hollywood, † 1955)
- Henri Lubatti, attore statunitense (Seattle, n. 1972)
- Henri Richard, attore francese (Marsiglia, n. 1883 - Berlino, † 1943)
- Henri Serre, attore francese (Sète, n. 1931 - Saint-Jean-du-Bruel, † 2023)
- Henri Vidal, attore francese (Royat, n. 1919 - Parigi, † 1959)
- Henri Vidon, attore britannico (Staffordshire, n. 1887 - Solihull, † 1970)
- Henri Vilbert, attore francese (Marsiglia, n. 1904 - Cagnes-sur-Mer, † 1997)

## Attori teatrali(1)
- Henry Condell, attore teatrale britannico (Norfolk, n. 1568 - Londra, † 1627)

## Aviatori(2)
- Henri Fabre, aviatore e ingegnere aeronautico francese (Marsiglia, n. 1882 - Le Touvet, † 1984)
- Henri Farman, aviatore, designer e pioniere dell'aviazione francese (Parigi, n. 1874 - Parigi, † 1958)

## Avvocati(2)
- Henri Fromageot, avvocato e giudice francese (Versailles, n. 1864 - Versailles, † 1949)
- Henri Leclerc, avvocato e attivista francese (Saint-Sulpice-Laurière, n. 1934 - Parigi, † 2024)

## Banchieri(1)
- Henri Germain, banchiere e politico francese (Lione, n. 1824 - Parigi, † 1905)

## Bobbisti(3)
- Henri Evrot, bobbista francese (Petit-Lancy, n. 1901)
- Achille Fould, bobbista francese (Parigi, n. 1919 - Chamonix-Mont-Blanc, † 1950)
- Henri Willems, bobbista belga (n. 1899)

## Botanici(7)
- Henri Ernest Baillon, botanico e medico francese (Calais, n. 1827 - Parigi, † 1895)
- Henri Théophile Bocquillon, botanico francese (Crugny, n. 1834 - Parigi, † 1884)
- Henri Marcel Gaussen, botanico francese (Cabrières-d'Aigues, n. 1891 - Tolosa, † 1981)
- Henri Lucien Jumelle, botanico francese (Dreux, n. 1866 - Marsiglia, † 1935)
- Henri Alain Liogier, botanico e educatore francese (n. 1916 - Fort Worth, † 2009)
- Henri François Pittier, botanico e geografo svizzero (Bex, n. 1857 - Caracas, † 1950)
- Henri Louis Duhamel du Monceau, botanico e agronomo francese (Parigi, n. 1700 - Parigi, † 1782)

## Canoisti(1)
- Henri Eberhardt, canoista francese (Riedisheim, n. 1913 - Beaune, † 1976)

## Canottieri(2)
- Henri Hazebrouck, canottiere francese (Roubaix, n. 1877 - Roubaix, † 1948)
- Jan Wienese, ex canottiere olandese (Amsterdam, n. 1942)

## Cantanti(2)
- Henri Piispanen, cantante, doppiatore e conduttore televisivo finlandese (n. 1994)
- Henri Salvador, cantante, chitarrista e comico francese (Caienna, n. 1917 - Parigi, † 2008)

## Cantautori(2)
- Henri Dès, cantautore svizzero (Renens, n. 1940)
- Henry Padovani, cantautore, chitarrista e compositore francese (Bastia, n. 1952)

## Cardinali(3)
- Henri Schwery, cardinale e vescovo cattolico svizzero (Saint-Léonard, n. 1932 - Saint-Léonard, † 2021)
- Henri de Gondi, cardinale e vescovo cattolico francese (Parigi, n. 1572 - Parigi, † 1622)
- Henri Albert de La Grange d'Arquien, cardinale francese (Calais, n. 1613 - Roma, † 1707)

## Cavalieri(4)
- Henri Chammartin, cavaliere svizzero (Chavannes-sous-Orsonnens, n. 1918 - Berna, † 2011)
- Henri Leclerc, cavaliere francese (La Rochelle, n. 1872 - Cléry-sur-Somme, † 1916)
- Henri Rang, cavaliere rumeno (Timişoara, n. 1902 - † 1946)
- Henri Saint Cyr, cavaliere svedese (Stoccolma, n. 1902 - Kristianstad, † 1979)

## Cestisti(16)
- Henri Baumann, cestista svizzero (n. 1927)
- Henri Coosemans, cestista belga (Molenbeek-Saint-Jean, n. 1922)
- Henri Crick, ex cestista belga (n. 1932)
- Henri Drell, cestista estone (Tallinn, n. 2000)
- Henri Grange, ex cestista francese (Saillans, n. 1934)
- Henri Hell, cestista francese (Biarritz, n. 1911 - Billy-sur-Oisy, † 1979)
- Henri Hermans, cestista belga (Molenbeek-Saint-Jean, n. 1919)
- Henri Heyart, cestista e allenatore di pallacanestro lussemburghese (n. 1911 - † 2006)
- Henri Hollanders, cestista belga (Bruxelles, n. 1922 - † 1995)
- Henri Kahudi, ex cestista della Repubblica Democratica del Congo (Kinshasa, n. 1991)
- Henri Kantonen, cestista finlandese (Helsinki, n. 1997)
- Henri Lesmayoux, cestista francese (Parigi, n. 1913 - Parigi, † 1999)
- Henri Luciri, cestista, allenatore di pallacanestro e arbitro di pallacanestro svizzero (n. 1908 - Ginevra, † 1944)
- Henri Péclet, cestista svizzero (n. 1905)
- Henri Rey, cestista francese (Lione, n. 1932 - Caluire-et-Cuire, † 2016)
- Henri Villecourt, ex cestista francese (Charlieu, n. 1938)

## Chimici(5)
- Henri Braconnot, chimico francese (Commercy, n. 1780 - Nancy, † 1855)
- Henri B. Kagan, chimico francese (Boulogne-Billancourt, n. 1930)
- Henri Le Châtelier, chimico francese (Parigi, n. 1850 - Miribel-les-Échelles, † 1936)
- Henri Mouton, chimico e biologo francese (Cambrai, n. 1869 - Bezons, † 1935)
- Henri Sainte-Claire Deville, chimico francese (Saint Thomas, n. 1818 - Boulogne-Billancourt, † 1881)

## Ciclisti su strada(15)
- Henry Anglade, ciclista su strada francese (Thionville, n. 1933 - Lione, † 2022)
- Henri Collé, ciclista su strada svizzero (Losne, n. 1893 - Losne, † 1976)
- Henri De Wolf, ciclista su strada e dirigente sportivo belga (Deinze, n. 1936 - † 2023)
- Henri Dubois, ciclista su strada belga (Bruxelles, n. 1882 - Bruxelles, † 1966)
- Henri Garnier, ciclista su strada belga (Feschaux, n. 1908 - Falmagne, † 2003)
- Henri Hanlet, ciclista su strada belga (Liegi, n. 1888 - Bruxelles, † 1964)
- Henri Hoevenaers, ciclista su strada e pistard belga (Anversa, n. 1902 - Anversa, † 1958)
- Henri Manders, ex ciclista su strada olandese (L'Aia, n. 1960)
- Henri Massal, ciclista su strada francese (Montblanc, n. 1921 - Boujan-sur-Libron, † 2009)
- Henri Puppo, ciclista su strada italiano (Le Tignet, n. 1913 - Fréjus, † 2011)
- Harry Steevens, ex ciclista su strada olandese (Elsloo, n. 1945)
- Henri Uhlig, ciclista su strada, ciclocrossista e pistard tedesco (Ratisbona, n. 2001)
- Henri Van Kerckhove, ciclista su strada belga (Bruxelles, n. 1926 - Lovanio, † 1999)
- Henri Van Lerberghe, ciclista su strada e pistard belga (Lichtervelde, n. 1891 - Roulers, † 1966)
- Henri Vandenabeele, ciclista su strada belga (Deinze, n. 2000)

## Compositori(12)
- Henri Belolo, compositore, musicista e produttore discografico francese (Casablanca, n. 1936 - Parigi, † 2019)
- Henri Bertini, compositore e pianista francese (Londra, n. 1798 - Meylan, † 1876)
- Henri Betti, compositore e pianista francese (Nizza, n. 1917 - Courbevoie, † 2005)
- Henri Büsser, compositore, organista e direttore d'orchestra francese (Tolosa, n. 1872 - Parigi, † 1973)
- Henri Christiné, compositore francese (Ginevra, n. 1867 - Nizza, † 1941)
- Henri Dutilleux, compositore francese (Angers, n. 1916 - Parigi, † 2013)
- Henri Hamal, compositore belga (Liegi, n. 1744 - Liegi, † 1820)
- Henri Herz, compositore e pianista austriaco (Vienna, n. 1803 - Parigi, † 1888)
- Gabriel Pierné, compositore, organista e direttore d'orchestra francese (Metz, n. 1863 - Ploujean, † 1937)
- Henri Pousseur, compositore belga (Malmedy, n. 1929 - Bruxelles, † 2009)
- Henri Sauguet, compositore francese (Bordeaux, n. 1901 - Parigi, † 1989)
- Henri Tomasi, compositore e direttore d'orchestra francese (Marsiglia, n. 1901 - Parigi, † 1971)

## Compositori di scacchi(1)
- Henri Rinck, compositore di scacchi francese (Lione, n. 1870 - Badalona, † 1952)

## Contrabbassisti(1)
- Henri Texier, contrabbassista e compositore francese (Parigi, n. 1945)

## Controtenori(1)
- Henri Ledroit, controtenore francese (Villacourt, n. 1946 - Nancy, † 1988)

## Criminali(3)
- Henri Lafont, criminale francese (Parigi, n. 1902 - Arcueil, † 1944)
- Henri Landru, criminale e serial killer francese (Parigi, n. 1869 - Versailles, † 1922)
- Henri Young, criminale statunitense (Kansas City, n. 1911)

## Critici d'arte(1)
- Henri Delaborde, critico d'arte e pittore francese (Rennes, n. 1811 - Parigi, † 1899)

## Critici letterari(1)
- Henri Godard, critico letterario e docente francese (n. 1937)

## Danzatori(1)
- Henri Justamant, ballerino e coreografo francese (Bordeaux, n. 1815 - Saint-Maur-des-Fossés, † 1890)

## Direttori d'orchestra(2)
- Henri Pensis, direttore d'orchestra, compositore e violinista lussemburghese (Pfaffenthal, n. 1900 - † 1958)
- Henri Rabaud, direttore d'orchestra e compositore francese (Parigi, n. 1873 - Parigi, † 1949)

## Direttori della fotografia(2)
- Henri Alekan, direttore della fotografia francese (Parigi, n. 1909 - Auxerre, † 2001)
- Henri Decaë, direttore della fotografia francese (Saint-Denis, n. 1915 - Suresnes, † 1987)

## Dirigenti d'azienda(1)
- Henri Martre, dirigente d'azienda francese (Bélesta, n. 1928 - Meudon, † 2018)

## Dirigenti sportivi(1)
- Henri de Baillet-Latour, dirigente sportivo belga (Bruxelles, n. 1876 - Ixelles, † 1942)

## Discoboli(1)
- Henri LaBorde, discobolo statunitense (San Francisco, n. 1909 - Portland, † 1993)

## Disegnatori(3)
- Henri Bergé, disegnatore e illustratore francese (Diarville, n. 1870 - Nancy, † 1937)
- Henri Boutet, disegnatore e incisore francese (Sainte-Hermine, n. 1851 - Parigi, † 1919)
- Henri Doucet, disegnatore e pittore francese (Pleumartin, n. 1883 - Hooge, † 1915)

## Drammaturghi(5)
- Henri Bernstein, drammaturgo francese (Parigi, n. 1876 - Parigi, † 1953)
- Henri Caïn, drammaturgo e librettista francese (Parigi, n. 1857 - † 1937)
- Henri Simon, drammaturgo e librettista francese
- Henri Delmotte, drammaturgo e giornalista belga (Baudour, n. 1822 - Bruxelles, † 1884)
- Henri Gambart, commediografo, regista cinematografico e paroliere francese († 1935)

## Economisti(3)
- Henri Baudrillart, economista e giornalista francese (Parigi, n. 1821 - Parigi, † 1892)
- Henri Lepage, economista francese (n. 1941)
- Henri Simonet, economista e politico belga (Bruxelles, n. 1931 - Bruxelles, † 1996)

## Editori(3)
- Henri Agasse, editore francese (Parigi, n. 1752 - Parigi, † 1813)
- Henri Estienne, editore e umanista francese (Parigi - Lione, † 1598)
- Henri Piazza, editore, traduttore e poeta italiano (Roma, n. 1861 - Parigi, † 1929)

## Esploratori(2)
- Henri Brosselard-Faidherbe, esploratore francese (n. 1855 - Coutances, † 1893)
- Henri Duveyrier, esploratore francese (Parigi, n. 1840 - Sèvres, † 1892)

## Filologi(3)
- Henri Goelzer, filologo classico francese (Beaumont-le-Roger, n. 1853 - Esprels, † 1929)
- Henri Valois, filologo e storico francese (Parigi, n. 1603 - Parigi, † 1676)
- Henri Weil, filologo classico tedesco (Francoforte sul Meno, n. 1818 - Parigi, † 1909)

## Filosofi(4)
- Henri Gouhier, filosofo e storico della filosofia francese (Auxerre, n. 1898 - Parigi, † 1994)
- Henri Lefebvre, filosofo, sociologo e geografo francese (Hagetmau, n. 1901 - Pau, † 1991)
- Henri Maldiney, filosofo francese (Meursault, n. 1912 - Montverdun, † 2013)
- Henri Vaugeois, filosofo e politico francese (L'Aigle, n. 1864 - † 1916)

## Fisici(2)
- Henri Abraham, fisico e docente francese (Parigi, n. 1868 - Auschwitz, † 1943)
- Henri Dessens, fisico e meteorologo francese (Labarthe-Inard, n. 1911 - Labarthe-Inard, † 1971)

## Fondisti di corsa in montagna‎(1)
- Henri Aymonod, fondista di corsa in montagna italiano (Aosta, n. 1996)

## Fotografi(4)
- Henri Berssenbrugge, fotografo olandese (Rotterdam, n. 1873 - Goirle, † 1959)
- Henri Cartier-Bresson, fotografo francese (Chanteloup-en-Brie, n. 1908 - Montjustin, † 2004)
- Henri Manuel, fotografo francese (Parigi, n. 1874 - Neuilly-sur-Seine, † 1947)
- Henri Osti, fotografo svedese (Berlino, n. 1826 - Uppsala, † 1914)

## Fotoreporter(1)
- Henri Huet, fotoreporter francese (Da Lat, n. 1927 - Laos, † 1971)

## Fumettisti(1)
- Henri Dufranne, fumettista francese (Parigi, n. 1943)

## Funzionari(1)
- Henri de Gaulle, funzionario e insegnante francese (Parigi, n. 1848 - Sainte-Adresse, † 1932)

## Generali(18)
- Henri Berthelot, generale francese (Feurs, n. 1861 - Parigi, † 1931)
- Henri Gatien Bertrand, generale francese (Châteauroux, n. 1773 - Châteauroux, † 1844)
- Henri Alexis Brialmont, generale e ingegnere belga (Maagdenberg, n. 1821 - Saint-Josse-ten-Noode, † 1903)
- Joseph Brugère, generale francese (Uzerche, n. 1841 - Colle del Lautaret, † 1918)
- Henri de Cathelineau, generale francese (La Jubaudière, n. 1813 - Clohars-Fouesnant, † 1891)
- Henri François Marie Charpentier, generale francese (Soissons, n. 1769 - Oigny-en-Valois, † 1831)
- Henri Claudel, generale francese (Saulxures-sur-Moselotte, n. 1871 - Nizza, † 1956)
- Henri de Cousances, generale e politico francese († 1268)
- Henri Denis, generale e politico belga (Marbais, n. 1877 - Bruxelles, † 1957)
- Henri Giraud, generale e politico francese (Parigi, n. 1879 - Digione, † 1949)
- Henri Gouraud, generale francese (Parigi, n. 1867 - Parigi, † 1946)
- Henri Guisan, generale svizzero (Mézières, n. 1874 - Pully, † 1960)
- Henri de La Rochejaquelein, generale francese (Châtillon-sur-Sèvre, n. 1772 - Nuaillé, † 1794)
- Henri de La Tour d'Auvergne, visconte di Turenne, generale francese (Sedan, n. 1611 - Salzbach, † 1675)
- Henri de La Trémoille, generale francese (Thouars, n. 1598 - Thouars, † 1674)
- Henri Navarre, generale e scrittore francese (Villefranche-de-Rouergue, n. 1898 - Parigi, † 1983)
- Henri Christian Michel Stengel, generale francese (Neustadt an der Weinstraße, n. 1744 - Mondovì, † 1796)
- Henri Winkelman, generale olandese (Maastricht, n. 1876 - Soesterberg, † 1952)

## Geografi(1)
- Henri Desplanques, geografo, insegnante e prete francese (Houplines, n. 1911 - Saint-André, † 1983)

## Germanisti(1)
- Henri Lichtenberger, germanista francese (Mulhouse, n. 1864 - Biarritz, † 1941)

## Gesuiti(1)
- Henri Ramière, gesuita francese (Castres, n. 1821 - Tolosa, † 1884)

## Ginnasti(3)
- Henri Boério, ex ginnasta francese (Sétif, n. 1952)
- Henri Fréteur, ginnasta francese (Croix, n. 1877)
- Henri Verhavert, ginnasta belga (n. 1874 - † 1955)

## Giocatori di badminton(1)
- Henri Hurskainen, giocatore di badminton svedese (Emmaboda, n. 1986)

## Giocatori di calcio a 5(1)
- Henri Alamikkotervo, giocatore di calcio a 5 finlandese (Tervola, n. 2001)

## Giocatori di curling(1)
- Henri Aldebert, giocatore di curling e bobbista francese (Parigi, n. 1880 - Parigi, † 1961)

## Giocatori di football americano(1)
- Henri Väänänen, giocatore di football americano finlandese

## Giornalisti(3)
- Henri Alleg, giornalista francese (Londra, n. 1921 - Parigi, † 2013)
- Henry Coston, giornalista, editore e saggista francese (Parigi, n. 1910 - Caen, † 2001)
- Henri de Turenne, giornalista e sceneggiatore francese (Tours, n. 1921 - Saint-Denis, † 2016)

## Giuristi(5)
- Henri François d'Aguesseau, giurista e politico francese (Limoges, n. 1668 - Parigi, † 1751)
- Henri Bohic, giurista francese (Plougonvelin, n. 1310 - Parigi)
- Henri Capitant, giurista francese (Grenoble, n. 1865 - Allinges, † 1937)
- Henri Decremps, giurista e matematico francese (Béduer, n. 1746 - Parigi, † 1829)
- Henri Donnedieu de Vabres, giurista francese (Nîmes, n. 1880 - Parigi, † 1952)

## Hockeisti su prato(2)
- Harry Derckx, hockeista su prato olandese (Saint-Pierre-lès-Nemours, n. 1918 - Rucphen, † 1983)
- Hans Schnitger, hockeista su prato olandese (Enschede, n. 1915 - † 2013)

## Illustratori(2)
- Henri Cassiers, illustratore e grafico belga (Anversa, n. 1858 - Ixelles, † 1944)
- Henri Laurens, illustratore e scultore francese (Parigi, n. 1885 - Parigi, † 1954)

## Imprenditori(8)
- Henri Chapron, imprenditore e designer francese (Nouan-le-Fuzelier, n. 1886 - Parigi, † 1978)
- Henri Deutsch de la Meurthe, imprenditore francese (Parigi, n. 1846 - Romainville, † 1919)
- Henri Dufaux, imprenditore, pittore e politico francese (Chens-sur-Léman, n. 1879 - Ginevra, † 1980)
- Henri Fayol, imprenditore e ingegnere francese (Istanbul, n. 1841 - Parigi, † 1925)
- Henri Nestlé, imprenditore tedesco (Francoforte sul Meno, n. 1814 - Glion, † 1890)
- Henri Négresco, imprenditore francese (Bucarest, n. 1870 - Parigi, † 1920)
- Henri Proglio, imprenditore francese (Antibes, n. 1949)
- Henri de Castries, imprenditore francese (Bayonne, n. 1954)

## Informatici(1)
- Henri Gouraud, informatico francese (n. 1944)

## Ingegneri(7)
- Henri Giffard, ingegnere e inventore francese (Parigi, n. 1825 - Parigi, † 1882)
- Henri Lioret, ingegnere e inventore francese (Moret-sur-Loing, n. 1848 - Parigi, † 1938)
- Henri Dupuy de Lôme, ingegnere navale e politico francese (Lorient, n. 1816 - Parigi, † 1885)
- Henri Maus, ingegnere belga (Namur, n. 1808 - Bruxelles, † 1893)
- Henri Pitot, ingegnere e fisico francese (Aramon, n. 1695 - Aramon, † 1771)
- Henri Rouart, ingegnere e pittore francese (Parigi, n. 1833 - Parigi, † 1912)
- Henri Tresca, ingegnere meccanico francese (Dunkerque, n. 1814 - Parigi, † 1885)

## Insegnanti(2)
- Henri d'Arbois de Jubainville, docente francese (Nancy, n. 1827 - Parigi, † 1910)
- Rik Torfs, docente e politico belga (Turnhout, n. 1956)

## Letterati(1)
- Henri Patin, letterato francese (Parigi, n. 1793 - † 1876)

## Librettisti(1)
- Henri Meilhac, librettista e drammaturgo francese (Parigi, n. 1831 - Parigi, † 1897)

## Linguisti(1)
- Henri Cordier, linguista, storico e scrittore francese (New Orleans, n. 1849 - Parigi, † 1925)

## Lottatori(2)
- Henri Lefèbvre, lottatore francese (Suresnes, n. 1905 - Marly-le-Roi, † 1970)
- Henri Wernli, lottatore svizzero (Berna, n. 1898 - Schwarzenberg, † 1961)

## Matematici(5)
- Henri Cartan, matematico francese (Nancy, n. 1904 - Parigi, † 2008)
- Henri Dulac, matematico e docente francese (Fayence, n. 1870 - Fayence, † 1955)
- Henri Lebesgue, matematico francese (Beauvais, n. 1875 - Parigi, † 1941)
- Henri Padé, matematico francese (Abbeville, n. 1863 - Aix-en-Provence, † 1953)
- Henri de Monantheuil, matematico e medico francese (Reims, n. 1536 - Parigi, † 1606)

## Medici(6)
- Henri Conneau, medico, chirurgo e politico francese (Milano, n. 1803 - La Porta, † 1877)
- Henri Laborit, medico, biologo e filosofo francese (Hanoi, n. 1914 - Parigi, † 1995)
- Henri de Mondeville, medico francese (n. 1260 - † 1320)
- Henri Mondor, medico, scrittore e biografo francese (Saint-Cernin, n. 1885 - Neuilly-sur-Seine, † 1962)
- Henri Ghéon, medico, scrittore e poeta francese (Bray-sur-Seine, n. 1875 - Parigi, † 1944)
- Henri Arnault de Zwolle, medico, astronomo e astrologo olandese (Zwolle - Parigi, † 1466)

## Medievisti(1)
- Henri Pirenne, medievista belga (Verviers, n. 1862 - Uccle, † 1935)

## Mezzofondisti(2)
- Henri Deloge, mezzofondista francese (Saint-Mandé, n. 1874 - Bourg-la-Reine, † 1961)
- Henri Lauvaux, mezzofondista francese (Châlons-en-Champagne, n. 1900 - Parigi, † 1970)

## Micologi(2)
- Henri Essette, micologo francese (n. 1895 - † 1972)
- Henri Romagnesi, micologo francese (Parigi, n. 1912 - Draveil, † 1999)

## Militari(12)
- Henri du Boishamon, ufficiale francese (Montauban-de-Bretagne, n. 1776 - Pluduno, † 1846)
- Henri Bretonnet, ufficiale e esploratore francese (Mézières-sur-Seine, n. 1864 - Togbao-Niellim, † 1899)
- Henri de Chastelard de Salières, militare francese (Hauterives, n. 1602 - Parigi, † 1680)
- Henri Christophe, militare e politico haitiano (Saint Kitts, n. 1767 - Cap-Haïtien, † 1820)
- Henry I Clément, militare francese (n. 1170 - Angers, † 1214)
- Henri Espivent de la Villesboisnet, militare francese (Londra, n. 1813 - Parigi, † 1908)
- Henri Joseph Fenet, militare francese (Ceyzériat, n. 1919 - Parigi, † 2002)
- Henri Guillaumet, militare e aviatore francese (Bouy, n. 1902 - battaglia di Capo Teulada, † 1940)
- Henri de Massue, militare britannico (Parigi, n. 1648 - Bangor, † 1720)
- Henri Rieunier, militare e politico francese (Castelsarrasin, n. 1833 - Albi, † 1918)
- Henri Rivière, ufficiale e scrittore francese (Parigi, n. 1827 - Hanoi, † 1883)
- Henri de Pontevès-Gien, militare e marinaio francese (Aix-en-Provence, n. 1738 - Fort-de-France, † 1790)

## Mineralogisti(1)
- Henri Louis Frédéric de Saussure, mineralogista e entomologo svizzero (Ginevra, n. 1829 - Ginevra, † 1905)

## Missionari(3)
- Henri Delalle, missionario e vescovo cattolico francese (Arracourt, n. 1869 - Durban, † 1949)
- Henri Streicher, missionario e arcivescovo cattolico francese (Wasselonne, n. 1863 - Villa-Maria, † 1952)
- Henri Van Schingen, missionario e vescovo cattolico belga (Beauraing, n. 1888 - Kikwit, † 1954)

## Monaci cristiani(1)
- Henri Le Saux, monaco cristiano francese (Saint-Briac, n. 1910 - Indore, † 1973)

## Montatori(1)
- Henri Lanoë, montatore francese (Orano, n. 1929 - Parigi, † 2024)

## Musicisti(1)
- Henri Hirschmann, musicista e compositore francese (Saint-Mandé, n. 1872 - Parigi, † 1961)

## Naturalisti(1)
- Henri Mouhot, naturalista e esploratore francese (Montbéliard, n. 1826 - Naphan, † 1861)

## Nobili(8)
- Henri Chabot, nobile francese (n. 1616 - † 1655)
- Henri de Talleyrand-Périgord, nobile francese (n. 1599 - Nantes, † 1626)
- Henri Charles de La Trémoille, nobile francese (Thouars, n. 1620 - Thouars, † 1672)
- Henri de Laborde de Monpezat, nobile francese (Talence, n. 1934 - Fredensborg, † 2018)
- Enrico de La Tour d'Auvergne, nobile e militare francese (Joze, n. 1555 - Sedan, † 1623)
- Henri Louis de Rohan, nobile francese (Parigi, n. 1745 - Sychrov, † 1809)
- Henri Louis Ernest di Ligne, nobile spagnolo (n. 1644 - † 1702)
- Henri t'Kint de Roodenbeke, nobile, politico e diplomatico belga (Bruxelles, n. 1817 - Bruxelles, † 1900)

## Numismatici(1)
- Henri Michel Lavoix, numismatico e bibliotecario francese (Parigi, n. 1820 - Parigi, † 1892)

## Nuotatori(4)
- Henri Demiéville, nuotatore e pallanuotista svizzero (n. 1888 - Ginevra, † 1956)
- Henri Duvanel, nuotatore e pallanuotista francese (Saint-Nazaire, n. 1896 - Clichy, † 1953)
- Henri Padou, nuotatore e pallanuotista francese (Roubaix, n. 1898 - Wasquehal, † 1981)
- Henri Padou, nuotatore francese (Tourcoing, n. 1928 - Marcq-en-Barœul, † 1999)

## Oculisti(1)
- Henri Parinaud, oculista e neurologo francese (Bellac, n. 1844 - Parigi, † 1905)

## Odontoiatri(1)
- Henri Lentulo, odontoiatra e militare italiano (Nizza, n. 1889 - Gap, † 1981)

## Operai(2)
- Henri Chouteau, operaio francese (Parigi, n. 1834 - Parigi, † 1896)
- Henri Mortier, operaio francese (Parigi, n. 1843 - Parigi, † 1894)

## Orafi(1)
- Henri Auguste, orafo francese (n. 1759 - Giamaica, † 1816)

## Orientalisti(3)
- Henri Basset, orientalista e linguista francese (Lunéville, n. 1892 - Rabat, † 1926)
- Henri Lammens, orientalista, arabista e islamista belga (Gand, n. 1862 - Beirut, † 1937)
- Henri Laoust, orientalista francese (Fresnes-sur-Escaut, n. 1905 - Rognes, † 1983)

## Orologiai(1)
- Henri de Vic, orologiaio francese

## Ostacolisti(1)
- Henri Tauzin, ostacolista francese (Parigi, n. 1879 - Lione, † 1918)

## Paleontologi(1)
- Henri Émile Sauvage, paleontologo e ittiologo francese (Boulogne-sur-Mer, n. 1842 - Boulogne-sur-Mer, † 1917)

## Pallanuotisti(6)
- Henri Cohen, pallanuotista belga (Bruxelles, n. 1882 - Parigi, † 1931)
- Henri Cuvelier, pallanuotista francese (Tourcoing, n. 1908 - Roubaix, † 1937)
- Henri Disy, pallanuotista belga (n. 1913 - Overijse, † 1989)
- Henri Peslier, pallanuotista e nuotatore francese (Uzel, n. 1880 - Parigi, † 1912)
- Henri Stoelen, pallanuotista belga (Bruxelles, n. 1906 - Bruxelles, † 1977)
- Harry Vriend, ex pallanuotista e allenatore di pallanuoto olandese (Amsterdam, n. 1938)

## Piloti automobilistici(1)
- Henri Pescarolo, ex pilota automobilistico e dirigente sportivo francese (Parigi, n. 1942)

## Piloti di rally(2)
- Henri Magne, copilota di rally francese (Brive-la-Gaillarde, n. 1953 - Ouarzazate, † 2006)
- Henri Toivonen, pilota di rally finlandese (Jyväskylä, n. 1956 - Castirla, † 1986)

## Pistard(2)
- Henri Desgrange, pistard e giornalista francese (Parigi, n. 1865 - Beauvallon, † 1940)
- Henri Mouillefarine, pistard francese (Montrouge, n. 1910 - Clamart, † 1994)

## Pittori(35)
- Henri Adam, pittore francese (Rouen, n. 1864 - † 1917)
- Henri Joseph Antonissen, pittore fiammingo (Anversa, n. 1737 - Anversa, † 1794)
- Henri Alphonse Barnoin, pittore francese (Parigi, n. 1882 - Parigi, † 1935)
- Henri Beau, pittore canadese (Montréal, n. 1863 - Montréal, † 1949)
- Henri e Charles Beaubrun, pittore francese (Amboise, n. 1603 - Parigi, † 1677)
- Henri Bellechose, pittore francese (Digione, † 1445)
- Henri Bellery-Desfontaines, pittore, incisore e architetto francese (Parigi, n. 1867 - Les Petites Dalles, † 1909)
- Henri Biva, pittore francese (Parigi, n. 1848 - Parigi, † 1929)
- Henri Bouchet-Doumenq, pittore francese (Parigi, n. 1834 - Parigi, † 1908)
- Henri de Braekeleer, pittore belga (Anversa, n. 1840 - Anversa, † 1888)
- Henri Brasseur, pittore e fotografo belga (Liegi, n. 1918 - Liegi, † 1981)
- Henri de Caisne, pittore francese (Bruxelles, n. 1799 - Parigi, † 1852)
- Alfred Darjou, pittore e disegnatore francese (Parigi, n. 1832 - Parigi, † 1874)
- Henri Patrice Dillon, pittore, illustratore e incisore francese (San Francisco, n. 1850 - Parigi, † 1909)
- Henri Evenepoel, pittore e incisore belga (Nizza, n. 1872 - Parigi, † 1899)
- Henri Jean-Baptiste Victoire Fradelle, pittore francese (Lille, n. 1778 - Londra, † 1865)
- Henri Gervex, pittore francese (Parigi, n. 1852 - Parigi, † 1929)
- Henri Guinier, pittore francese (Parigi, n. 1867 - Neuilly-sur-Seine, † 1927)
- Henri Lanos, pittore e illustratore francese (Parigi, n. 1859 - Parigi, † 1929)
- Henri Le Fauconnier, pittore francese (Hesdin, n. 1881 - Parigi, † 1946)
- Henri Lehmann, pittore tedesco (Kiel, n. 1814 - Parigi, † 1882)
- Henry Lerolle, pittore francese (Parigi, n. 1848 - Parigi, † 1929)
- Privat-Livemont, pittore, decoratore e pubblicitario belga (Schaerbeek, n. 1861 - Schaerbeek, † 1936)
- Henri Manguin, pittore francese (Parigi, n. 1874 - Saint-Tropez, † 1949)
- Henri Meunier, pittore, incisore e illustratore belga (Ixelles, n. 1873 - Etterbeek, † 1922)
- Henri Millot, pittore francese (Parigi - Parigi, † 1756)
- Henri Félix Emmanuel Philippoteaux, pittore francese (Parigi, n. 1815 - Parigi, † 1884)
- Henri Place, pittore francese (Parigi, n. 1812 - Parigi, † 1880)
- Henri Regnault, pittore francese (Parigi, n. 1843 - Rueil-Malmaison, † 1871)
- Henri Rousseau, pittore francese (Laval, n. 1844 - Parigi, † 1910)
- Henri Royer, pittore francese (Nancy, n. 1869 - Neuilly-sur-Seine, † 1938)
- Henri Van Assche, pittore belga (Bruxelles, n. 1774 - Bruxelles, † 1841)
- Panamarenko, pittore, scultore e inventore belga (Anversa, n. 1940 - † 2019)
- Henri Villain, pittore e disegnatore francese (Châteaudun, n. 1878 - Chartres, † 1938)
- Henri Vincenot, pittore, scrittore e scultore francese (Digione, n. 1912 - Digione, † 1985)

## Poeti(6)
- Henri Cazalis, poeta e medico francese (Cormeilles-en-Parisis, n. 1840 - Ginevra, † 1909)
- Henri Chopin, poeta e artista francese (Parigi, n. 1922 - Londra, † 2008)
- Henri d'Andeli, poeta francese
- Henri Meschonnic, poeta francese (Parigi, n. 1932 - Villejuif, † 2009)
- Henri Murger, poeta e scrittore francese (Parigi, n. 1822 - Parigi, † 1861)
- Henri Pichette, poeta e drammaturgo francese (Châteauroux, n. 1924 - Parigi, † 2000)

## Politici(20)
- Henri Bertin, politico, avvocato e nobile francese (Périgueux, n. 1720 - Spa, † 1792)
- Henri de Brouckère, politico belga (Bruges, n. 1801 - Bruxelles, † 1891)
- Hans Dijkstal, politico olandese (Porto Said, n. 1943 - Wassenaar, † 2010)
- Henri Emmanuelli, politico francese (Eaux-Bonnes, n. 1945 - Bayonne, † 2017)
- Henri Guissou, politico e diplomatico burkinabé (Koudougou, n. 1910 - Koudougou, † 1979)
- Henri de Guénegaud, politico e nobile francese (n. 1609 - Parigi, † 1676)
- Henri Jaspar, politico belga (Schaerbeek, n. 1870 - Bruxelles, † 1939)
- Henri La Fontaine, politico e avvocato belga (Bruxelles, n. 1854 - Bruxelles, † 1943)
- Wilfrid Laurier, politico canadese (Saint-Lin-de-Lachenaie, n. 1841 - Ottawa, † 1919)
- Henri Malosse, politico francese (Montpellier, n. 1954)
- Henri Maïdou, politico centrafricano (n. 1936)
- Henri Nallet, politico francese (Bergerac, n. 1939 - Réville, † 2024)
- Henri Namphy, politico e generale haitiano (Grande-Rivière-du-Nord, n. 1932 - Repubblica Dominicana, † 2018)
- Henri van der Noot, politico belga (Bruxelles, n. 1731 - Strombeek, † 1827)
- Henri Queuille, politico francese (Neuvic d'Ussel, n. 1884 - Parigi, † 1970)
- Henri Rochereau, politico francese (Chantonnay, n. 1908 - Parigi, † 1999)
- Henri Tolain, politico e giornalista francese (Parigi, n. 1828 - Parigi, † 1897)
- Henri Weber, politico francese (Khujand, n. 1944 - Avignone, † 2020)
- Henri de La Tour d'Auvergne-Lauraguais, politico e diplomatico francese (Parigi, n. 1823 - Angliers, † 1871)
- Henri de Man, politico e sociologo belga (Anversa, n. 1885 - Morat, † 1953)

## Presbiteri(10)
- Abbé Pierre, presbitero, politico e partigiano francese (Lione, n. 1912 - Parigi, † 2007)
- Henri Bouillard, presbitero e teologo francese (Charlieu, n. 1908 - VII arrondissement di Parigi, † 1981)
- Henri Caffarel, presbitero e mistico francese (Lione, n. 1903 - Troussures, † 1996)
- Henri Delassus, presbitero, scrittore e teologo francese (Estaires, n. 1836 - Saméon, † 1921)
- Henri Denis, presbitero e teologo francese (Roanne, n. 1921 - Ecully, † 2015)
- Henri Grialou, presbitero francese (Le Gua, n. 1894 - Venasque, † 1967)
- Henri Grégoire, presbitero e politico francese (Vého, n. 1750 - Parigi, † 1831)
- Henri Le Floch, presbitero francese (Caouët-en-Kerlaz, n. 1862 - Arles, † 1950)
- Henri Nouwen, presbitero, teologo e scrittore olandese (Nijkerk, n. 1932 - Hilversum, † 1996)
- Henri Quentin, presbitero e filologo francese (Saint-Thierry, n. 1872 - Roma, † 1935)

## Produttori cinematografici(1)
- Henri Deneubourg, produttore cinematografico francese (Francia, n. 1970)

## Profumieri(2)
- Henri Alméras, profumiere francese (n. 1892 - † 1965)
- Henri Robert, profumiere francese (Grasse, n. 1899 - Mougins, † 1987)

## Psichiatri(4)
- Henri Collomb, psichiatra, medico e neurologo francese (Valjouffrey, n. 1913 - Nizza, † 1979)
- Henri Ellenberger, psichiatra svizzero (Nalolo, n. 1905 - Montréal, † 1993)
- Henri Ey, psichiatra e psicoanalista francese (Banyuls-dels-Aspres, n. 1900 - Banyuls-dels-Aspres, † 1977)
- Henri Legrand du Saulle, psichiatra francese (Digione, n. 1830 - Parigi, † 1886)

## Psicologi(4)
- Henri Delacroix, psicologo e filosofo francese (Parigi, n. 1873 - Parigi, † 1937)
- Henri Piéron, psicologo francese (Parigi, n. 1881 - Parigi, † 1964)
- Henri Tajfel, psicologo britannico (Włocławek, n. 1919 - Bristol, † 1982)
- Henri Wallon, psicologo, pedagogista e filosofo francese (Parigi, n. 1879 - Parigi, † 1962)

## Rapper(1)
- Pikku G, rapper finlandese (Nurmijärvi, n. 1987)

## Registi(10)
- Henri Andréani, regista francese (La Garde-Freinet, n. 1877 - Parigi, † 1936)
- Henri-Georges Clouzot, regista, sceneggiatore e produttore cinematografico francese (Niort, n. 1907 - Parigi, † 1977)
- Henri Colpi, regista e montatore francese (Briga, n. 1921 - Mentone, † 2006)
- Henri Desfontaines, regista, attore e sceneggiatore francese (Parigi, n. 1876 - Parigi, † 1931)
- Henri Diamant-Berger, regista, sceneggiatore e produttore cinematografico francese (Parigi, n. 1895 - Parigi, † 1972)
- Henri Duparc, regista e sceneggiatore guineano (Forecariah, n. 1941 - Parigi, † 2006)
- Henri Fescourt, regista francese (Béziers, n. 1880 - Neuilly-sur-Seine, † 1966)
- Henry Hathaway, regista e produttore cinematografico statunitense (Sacramento, n. 1898 - Los Angeles, † 1985)
- Henri Pouctal, regista francese (La Ferté-sous-Jouarre, n. 1860 - Parigi, † 1922)
- Henri Verneuil, regista, sceneggiatore e produttore cinematografico armeno (Tekirdağ, n. 1920 - Bagnolet, † 2002)

## Religiosi(2)
- Henri Arnaud, religioso francese (Embrun, n. 1643 - Schönenberg, † 1721)
- Henri Didon, religioso e scrittore francese (Le Touvet, n. 1840 - Tolosa, † 1900)

## Rugbisti a 15(2)
- Henri Amand, rugbista a 15, arbitro di rugby a 15 e dirigente sportivo francese (Parigi, n. 1873 - Villeneuve-sur-Yonne, † 1967)
- Henri Sanz, ex rugbista a 15 e allenatore di rugby a 15 francese (Versailles, n. 1963)

## Saggisti(1)
- Daniel-Rops, saggista e romanziere francese (Épinal, n. 1901 - Tresserve, † 1965)

## Scacchisti(2)
- Henri Grob, scacchista svizzero (Braunau, n. 1904 - Zurigo, † 1974)
- Henri Weenink, scacchista e compositore di scacchi olandese (Amsterdam, n. 1892 - Amsterdam, † 1931)

## Sceneggiatori(1)
- Crespi, sceneggiatore e romanziere francese

## Schermidori(11)
- Henri Anspach, schermidore belga (Bruxelles, n. 1882 - Portet-sur-Garonne, † 1979)
- Henri Dulieux, schermidore francese (Lilla, n. 1897 - Chantepie, † 1982)
- Henri Guérin, schermidore francese (Parigi, n. 1905 - Neuilly-sur-Seine, † 1967)
- Henri Laurent, schermidore francese (Beaulieu-sur-Loire, n. 1881 - Void-Vacon, † 1954)
- Henri Lepage, schermidore francese (Épinal, n. 1908 - Épinal, † 1996)
- Henri Paternóster, schermidore belga (Etterbeek, n. 1908 - Bruxelles, † 2007)
- Henri de Saint Germain, schermidore francese (Saint-Malo, n. 1878 - Saint-Jean-le-Blanc, † 1951)
- Léon Thiébaut, schermidore francese (Parigi, n. 1880 - Parigi, † 1956)
- Henri Hébrard de Villeneuve, schermidore francese (Riom, n. 1848 - Parigi, † 1925)
- Henri Wijnoldy-Daniëls, schermidore olandese (Sliedrecht, n. 1889 - Cabourg, † 1932)
- Henri de Laborde, schermidore francese

## Sciatori alpini(3)
- Henri Bréchu, ex sciatore alpino francese (Gap, n. 1947)
- Henri Duvillard, ex sciatore alpino francese (Megève, n. 1947)
- Henri Oreiller, sciatore alpino e pilota automobilistico francese (Parigi, n. 1925 - Montlhéry, † 1962)

## Scienziati(1)
- Henri Coandă, scienziato e ingegnere rumeno (Bucarest, n. 1886 - Bucarest, † 1972)

## Scrittori(18)
- Henri Barbusse, scrittore e giornalista francese (Asnières-sur-Seine, n. 1873 - Mosca, † 1935)
- Henri Béraud, scrittore e giornalista francese (Lione, n. 1885 - Saint-Clément-des-Baleines, † 1958)
- Henri Borel, scrittore e giornalista olandese (Dordrecht, n. 1869 - L'Aia, † 1933)
- Henri de Bornier, scrittore, drammaturgo e poeta francese (Lunel, n. 1825 - Parigi, † 1901)
- Henri Bosco, scrittore francese (Avignone, n. 1888 - Nizza, † 1976)
- Henri Charrière, scrittore francese (Saint-Étienne-de-Lugdarès, n. 1906 - Madrid, † 1973)
- Henri Duvernois, scrittore, drammaturgo e sceneggiatore francese (Parigi, n. 1875 - Parigi, † 1937)
- Henri Expert, scrittore e musicologo francese (Bordeaux, n. 1863 - Tourrettes-sur-Loup, † 1952)
- Henri Godin, scrittore francese (Audeux dans le Doubes, n. 1906 - Parigi, † 1944)
- Henri Lavedan, scrittore, commediografo e giornalista francese (Orléans, n. 1859 - Parigi, † 1940)
- Henriot, scrittore e disegnatore francese (Tolosa, n. 1857 - Nesles-la-Vallée, † 1933)
- Guy de Maupassant, scrittore e letterato francese (Tourville-sur-Arques, n. 1850 - Passy, † 1893)
- Henri Michaux, scrittore, poeta e pittore belga (Namur, n. 1899 - Parigi, † 1984)
- Henri de Régnier, scrittore, poeta e critico letterario francese (Honfleur, n. 1864 - Parigi, † 1936)
- Henri Thomas, scrittore, poeta e traduttore francese (Anglemont, n. 1912 - Parigi, † 1993)
- Henri Thomasson, scrittore e mistico francese (Messimy, n. 1910 - Saint-Genis-Laval, † 1997)
- Henri Troyat, scrittore e storico francese (Mosca, n. 1911 - Parigi, † 2007)
- Henri de Montfaucon de Villars, scrittore francese (n. 1635 - Lione, † 1673)

## Scultori(3)
- Henri Gaudier-Brzeska, scultore e pittore francese (Saint-Jean-de-Braye, n. 1891 - Neuville-Saint-Vaast, † 1915)
- Henri Honoré Plé, scultore francese (Parigi, n. 1853 - Parigi, † 1922)
- Henri de Triqueti, scultore francese (Conflans-sur-Loing, n. 1803 - Parigi, † 1874)

## Sindacalisti(1)
- Henri Krasucki, sindacalista francese (Wołomin, n. 1924 - Parigi, † 2003)

## Sociologi(1)
- Henri Desroche, sociologo francese (Roanne, n. 1914 - Villejuif, † 1994)

## Sollevatori(4)
- Henri Colans, sollevatore belga (Bruxelles, n. 1915 - Warquignies, † 1996)
- Henri Ferrari, sollevatore francese (Frontignan, n. 1912 - Frontignan, † 1975)
- Henri Gance, sollevatore francese (Parigi, n. 1888 - Parigi, † 1953)
- Henri Moulins, sollevatore francese (Sète, n. 1923 - Orgeix, † 2009)

## Storici(8)
- Henri Brémond, storico e critico letterario francese (Aix-en-Provence, n. 1865 - Arthez-d'Asson, † 1933)
- Henri Bresc, storico francese (Cannes, n. 1939)
- Henri Frotier de La Messelière, storico e genealogista francese (Plesder, n. 1875 - Saint-Brieuc, † 1965)
- Henri Gourdon de Genouillac, storico francese (Parigi, n. 1826 - Parigi, † 1898)
- Henri Hubert, storico e sociologo francese (Parigi, n. 1872 - Parigi, † 1927)
- Henri Martin, storico, scrittore e politico francese (San Quintino, n. 1810 - Passy, † 1883)
- Henri Michel, storico francese (Vidauban, n. 1907 - Parigi, † 1986)
- Henri Rolland, storico, numismatico e archeologo francese (Nizza, n. 1887 - Saint-Rémy-de-Provence, † 1970)

## Storici dell'arte(1)
- Henri Focillon, storico dell'arte, incisore e poeta francese (Digione, n. 1881 - New Haven, † 1943)

## Storici della filosofia(1)
- Henri Krop, storico della filosofia olandese (n. 1954)

## Tastieristi(1)
- Henri Sorvali, tastierista e chitarrista finlandese (Finlandia, n. 1978)

## Tennisti(5)
- Henri Cochet, tennista francese (Villeurbanne, n. 1901 - Saint-Germain-en-Laye, † 1987)
- Henri Kontinen, tennista finlandese (Helsinki, n. 1990)
- Henri Laaksonen, tennista finlandese (Lohja, n. 1992)
- Henri Leconte, ex tennista francese (Lillers, n. 1963)
- Laurence Tieleman, ex tennista e allenatore di tennis belga (Bruxelles, n. 1972)

## Tenori(1)
- Charles Dalmorès, tenore francese (Nancy, n. 1871 - Hollywood, † 1939)

## Teologi(1)
- Henri Leclercq, teologo francese (Tournai, n. 1869 - Londra, † 1945)

## Tiratori a segno(2)
- Henri Häkkinen, tiratore a segno finlandese (Joensuu, n. 1980)
- Henri Junghänel, tiratore a segno tedesco (Lipsia, n. 1988)

## Tiratori di fune(2)
- Henri Baur, tiratore di fune, lottatore e discobolo austriaco (Guebwiller, n. 1872 - † 1932)
- Henri Pintens, tiratore di fune belga (Lippelo, n. 1891)

## Triatleti(1)
- Henri Schoeman, triatleta sudafricano (Vereeniging, n. 1991)

## Velisti(3)
- Maurice Gufflet, velista francese (Port Louis, n. 1863 - Bordeaux, † 1915)
- Henri Monnot, velista francese (Parigi, n. 1866 - Saint-Germain-en-Laye, † 1933)
- Jules Valton, velista francese (Courson-les-Carrières, n. 1867 - Parigi, † 1941)

## Vescovi cattolici(2)
- Henri Cauchon de Maupas, vescovo cattolico francese (Reims, n. 1606 - Évreux, † 1680)
- Henri van Cuyk, vescovo cattolico e umanista olandese (Culemborg, n. 1546 - Roermond, † 1609)

## Violinisti(5)
- Henri Berthelier, violinista e docente francese (Limoges, n. 1856 - † 1918)
- Henri Marteau, violinista e compositore francese (Reims, n. 1874 - Lichtenberg, † 1934)
- Henri Merckel, violinista francese (Parigi, n. 1897 - † 1969)
- Henri Temianka, violinista e insegnante statunitense (Greenock, n. 1906 - Los Angeles, † 1992)
- Henri Vieuxtemps, violinista e compositore belga (Verviers, n. 1820 - Mustapha Supérieur, † 1881)

## Zoologi(3)
- Henri Marie Ducrotay de Blainville, zoologo francese (Arques-la-Bataille, n. 1777 - Parigi, † 1850)
- Henri Milne-Edwards, zoologo francese (Bruges, n. 1800 - Parigi, † 1885)
- Henri Jacob Victor Sody, zoologo olandese (L'Aia, n. 1892 - Amsterdam, † 1959)

## Senza attività specificata(4)
- Henri Bédarida, italianista, critico letterario e saggista francese (Lione, n. 1887 - Parigi, † 1957)
- Henri Estienne il Vecchio, francese (Parigi, n. 1470 - Parigi, † 1520)
- Henri Maspero, sinologo francese (Parigi, n. 1882 - Campo di concentramento di Buchenwald, † 1945)
- Henri de Saint-Rémy, francese (Parigi, n. 1557 - Parigi, † 1621)